# 모서항
모서항은 전라남도 완도군 청산면 모서리에 있는 어항이다. 1977년 8월 5일 지방어항으로 지정하여 관리하고 있다. 시설관리자는 완도군수이다.

## 어항 시설
- 방파제(1) 123m, 선착장(1) 104m

## 주요 어종
- 갈치, 삼치, 농어, 광어